# Nephele comoroana
Nephele comoroana är en fjärilsart som beskrevs av Clark 1923. Nephele comoroana ingår i släktet Nephele och familjen svärmare. Inga underarter finns listade i Catalogue of Life.